# Санта-Лучія-дель-Мела
Санта-Лучія-дель-Мела (італ. Santa Lucia del Mela, сиц. Santa Lucìa dû Mela) — муніципалітет в Італії, у регіоні Сицилія,  метрополійне місто Мессіна.
Санта-Лучія-дель-Мела розташована на відстані близько 480 км на південний схід від Рима, 170 км на схід від Палермо, 24 км на захід від Мессіни.
Населення — 4675 осіб (2014).
Щорічний фестиваль відбувається 13 грудня та 3 лютого. Покровитель — Santa Lucia.

## Демографія
Населення за роками:

Станом на 1 січня 2023 року в муніципалітеті офіційно проживало 111 іноземців з 21 країни, серед них 57 громадян країн Євросоюзу та 1 громадянин України.

## Сусідні муніципалітети
- Барчеллона-Поццо-ді-Готто
- Казальвеккьо-Сікуло
- Кастрореале
- Фьюмедінізі
- Фурчі-Сікуло
- Гуальтієрі-Сікаміно
- Манданічі
- Мері
- Паче-дель-Мела
- Пальяра
- Сан-Філіппо-дель-Мела
- Сан-П'єр-Нічето